# Brian Steen Nielsen
Brian Steen Nielsen (* 28. prosinec 1968) je bývalý dánský fotbalista.

## Reprezentace
Brian Steen Nielsen odehrál 66 reprezentačních utkání. S dánskou reprezentací se zúčastnil Mistrovství světa 2002.

## Statistiky
| Dánsko | Dánsko | Dánsko |
| Roky   | Záp.   | Góly   |
| ------ | ------ | ------ |
| 1990   | 1      | 0      |
| 1991   | 3      | 0      |
| 1992   | 0      | 0      |
| 1993   | 10     | 0      |
| 1994   | 7      | 0      |
| 1995   | 11     | 0      |
| 1996   | 7      | 0      |
| 1997   | 0      | 0      |
| 1998   | 2      | 0      |
| 1999   | 6      | 2      |
| 2000   | 10     | 1      |
| 2001   | 5      | 0      |
| 2002   | 4      | 0      |
| Celkem | 66     | 3      |